# Espermiogénesis

Proceso de la espermiogénesis:
1. Espermatocito primario
2. Espermatocitos secundarios
3. Espermátidas
4. Espermatozoides

Espermiogénesis es el proceso en el cual las espermátidas se convierten en espermatozoides, reduciendo para ello el citoplasma. El núcleo se alarga y queda en la cabeza del espermatozoide, las mitocondrias se colocan en el cuello y los centriolos originan un flagelo o cola. Antes de salir por el pene para realizar la fecundación, los espermatozoides pasan por el epidídimo del testículo donde se realiza la espermiohistogenesis; ahí obtienen el acrosoma (una vesícula que contiene enzimas) y un glicolema (capa) que lo protege del pH de la vagina. 
La glicolema desaparece antes de llegar al óvulo. 
La serie de cambios que experimentan las espermátidas para su transformación en espermatozoide recibe el nombre de espermiogénesis.
Estos cambios son experimentados en varias fases:

Esquema completo de un espermatozoide humano

Fase de Golgi: La posición del Golgi se invierte, la cara trans orientada al núcleo. La cromatina se condensa, las mitocondrias se desplazan a la periferia, pegadas a la membrana plasmática y se forma la vesícula acrosómica con el gránulo acrosómico dentro. En el lado opuesto a esto ocurre una deformación en la membrana nuclear que formará la foseta de implantación, a donde migrarán los centriolos.
Fase de capuchón: La vesícula acrosómica ha de formar un ángulo mayor de 45° con el centro del núcleo. Comienza la formación del flagelo, y en su comienzo se forma el annulus, una estructura en forma de anillo de donde salen unas columnas que recorren la zona principal del flagelo. Se forma además la manchette, un anillo que rodea al núcleo que actuará como centro organizador de microtúbulos, y de donde saldrán microtúbulos a la parte posterior de la célula, que ayudarán a todos los orgánulos a desplazarse hacia esa zona menos al Golgi, que lo hará sin necesidad de estos microtúbulos. La vesícula acrosómica es unida al núcleo por al acroplaxma, un conjunto de filamentos de actina y filamentos intermedios de queratina. Por encima de la vesícula se encuentran filamentos de actina y retículo endoplasmático liso.
Fase acrosómica: Se distingue por una clara deformación del núcleo y un cambio de orientación en la célula, cuyo flagelo estará ahora mirando hacia la luz del túbulo seminífero. La cromatina se condensa en láminas y en la unión del flagelo con el núcleo se forma el capitel, una estructura de refuerzo. El acrosoma está ya formado (cuando gránulo acrosómico está expandido a toda la vesícula acrosómica y esta está fijada al núcleo se pasa a denominar acrosoma). Al final de esta fase la manchette desaparece y las mitocondrias comienzan a agruparse entre el núcleo y el anulus, cerca de los microtúbulos que forman el axonema del flagelo.
Fase de maduración: El núcleo se condensa hasta tener una estructura paracristalina. Las mitocondrias se agrupan en hélices alrededor de los microtúbulos entre el annulus y el núcleo (con 10-12 mitocondrias por vuelta en humanos). Se pierde la gran mayoría del citoplasma junto con todos los orgánulos a excepción de las mitocondrias que formen la hélice y el par de centriolos que es necesario para el flagelo.
Si miramos solo a los cambios morfológicos sufridos por el espermatozoide tenemos:
- a) Formación de acrosomas. El acrosoma se dispone en el extremo apical y está rodeado por dos membranas, una externa y una interna. El interior del acrosoma está compuesto por vesículas que son generadas por el aparato de Golgi las cuales se agrupan y generan esta caperuza apical tras girar el núcleo. El acrosoma es por tanto un lisosoma especializado que contiene principalmente hialuronidasa, una enzima que hidroliza el ácido hialurónico y que ayuda al espermatozoide a penetrar en el óvulo durante la fecundación.

- b) Condensación del núcleo. El núcleo cambia de tamaño, haciéndose más pequeño y denso, y de forma, adquiriendo un aspecto aplanado con una forma oval si se observa desde arriba y piriforme si se observa desde el lateral.

- c) Desarrollo del flagelo. El flagelo se desarrolla a partir del centriolo distal de la espermátide y está compuesto por un cilindro de nueve pares de microtúbulos que rodean a un único par central. Esta estructura se sitúa en la base de la cabeza (formada por el núcleo y el acrosoma) durante la rotación del núcleo. El flagelo completo estaría compuesto por cuatro partes: cuello, pieza media y cola.[1]

- d) Desprendimiento de la mayor parte del citoplasma. El citoplasma es reducido en su mayor parte, bien porque es fagocitado por las células de Sertoli o porque es abandonado en el interior de los túbulos. Puede permanecer unido al espermatozoide durante un tiempo.

En el ser humano el tiempo necesario para que el espermatogonio se convierta en espermatozoide maduro es de 64 días, aproximadamente.
Los espermatozoides completamente formados llegan a la luz de los túbulos seminíferos desde donde son empujados hacia los tubos rectos, luego hacia la red de testis, hacia los conos eferentes, hacia los canales epididimarios y por los canales deferentes llegan a la vesícula seminal donde son almacenados. En el momento de la eyaculación, la vesícula seminal se contrae y los espermatozoides son eyectados por el canal eyaculador hacia la uretra y luego hacia la parte exterior del pene. Aunque en un principio son poco móviles, los espermatozoides alcanzan su movilidad completa en el epidídimo.